# Primarias del Partido Demócrata de 2008 en Connecticut
Las Primarías democráticas de Connecticut, 2008 fueron el 5 de febrero de 2008, también conocida como Super Martes. 

## Resultados
| Candidato       | Votos   | Porcentajes | Delegados |
| --------------- | ------- | ----------- | --------- |
| Barack Obama    | 178,574 | 51.1%       | 26        |
| Hillary Clinton | 164,334 | 47%         | 22        |
| John Edwards*   | 3,384   | 1%          | 0         |
| Indecisos       | 2,996   | 0.9%        | 0         |
| Total           | 349,288 | 100%        | 48        |

* Candidato se ha retirado antes de las primarias.